# Tomas Sandström
Tomas Sandström (* 4. September 1964 in Jakobstad, Finnland) ist ein ehemaliger schwedischer Eishockeyspieler, der von 1984 bis 1999 für die New York Rangers, Los Angeles Kings, Pittsburgh Penguins, Detroit Red Wings und Mighty Ducks of Anaheim in der National Hockey League spielte.

## Karriere
In Finnland geboren wuchs der Sohn finnlandschwedischer Eltern in Schweden auf. Als Junior spielte er in bei Fagersta AIK. Schon früh war die NHL auf den Talentierten Sandström aufmerksam geworden und so wurde er beim NHL Entry Draft 1982 in der zweiten Runde al 36. von den New York Rangers ausgewählt. Er wechselte in die Erste Liga zu Brynäs IF und spielte in seiner Heimat bei der Junioren-WM 1984. Durch gute Leistungen machte er auf sich Aufmerksam und wurde so für die schwedische Eishockeynationalmannschaft zur Teilnahme an den Olympischen Spielen in Sarajevo nominiert. Mit seinem Team erreichte er die Bronzemedaille.
Nachdem er für Schweden beim Canada Cup 1984 gespielt hatte, wechselte er zur Saison 1984/85 zu den Rangers. Eine gute Leistung in seiner ersten Saison wurde mit einer Berufung ins All Rookie Team belohnt, in dem in diesem jahr auch Chris Chelios und Mario Lemieux standen. Während der sechs Jahre bei den Rangers nahm er an drei Weltmeisterschaften teil. Keinen großen Erfolg hatte das Team hierbei 1985 und 1989. Bei der Eishockey-Weltmeisterschaft 1987 war er aber maßgeblich am ersten Titelgewinn für das Tre Kronor Team seit 1962 maßgeblich beteiligt. 90 Sekunden vor Spielende gegen die Sowjetunion leitete Håkan Loob einen Angriff ein den er mit dem Ausgleichstreffer abschließen konnte. Ein überraschend deutlicher 9:0-Sieg gegen Kanada im letzten Spiel sicherte den Titel.
Im Januar 1990 wurde er zusammen mit Tony Granato im Austausch für Bernie Nicholls an die Los Angeles Kings abgegeben, bei denen damals Wayne Gretzky spielte. Mit den Kings unterlag er in der Saison 1992/93 den Montréal Canadiens im Stanley Cup Finale. Mit 25 Punkten war er Drittbester Scorer der Playoffs und hatte großen Anteil am guten Abschneiden.
Unter anderem für Marty McSorley gab man ihn im Februar 1994 an die Pittsburgh Penguins ab. Dort blieb er bis Ende Januar 1997, als er für Greg Johnson an die Detroit Red Wings abgegeben wurde. Bei den Red Wings blieb er nur zum Saisonende, dass jedoch mit dem Gewinn des Stanley Cups gekrönt wurde. Sein letztes Team in der NHL waren dann die Mighty Ducks of Anaheim, für die er noch zwei Jahre spielte. Das schwedische Team ehrte seine Leistung in diesen Jahren auch mit der Nominierung für die Olympischen Spiele in Nagano.
1999 beendete er seine Karriere in der NHL und spielte noch einige Jahre in Schweden für die Malmö Redhawks.

## Erfolge und Auszeichnungen
| - 1982 Årets junior - 1985 NHL All-Rookie Team - 1987 Viking Award - 1988 Teilnahme am NHL All-Star Game | - 1991 Teilnahme am NHL All-Star Game - 1991 Viking Award - 1997 Stanley-Cup-Gewinn mit den Detroit Red Wings |

### International
| - 1982 Goldmedaille bei der U18-Junioren-Europameisterschaft - 1982 All-Star Team der U18-Junioren-Europameisterschaft - 1982 Bester Stürmer der U18-Junioren-Europameisterschaft - 1983 All-Star-Team der Junioren-Weltmeisterschaft - 1983 Bester Stürmer der Junioren-Weltmeisterschaft | - 1984 Bronzemedaille bei den Olympischen Winterspielen - 1984 Silbermedaille beim Canada Cup - 1987 Goldmedaille bei der Weltmeisterschaft - Goldmedaille bei der Europameisterschaft - 1989 Bronzemedaille bei der Europameisterschaft |

## Karrierestatistik

### International
Vertrat Schweden bei:
| - U18-Junioren-Europameisterschaft 1982 - Junioren-Weltmeisterschaft 1983 - Junioren-Weltmeisterschaft 1984 - Olympischen Winterspielen 1984 - Canada Cup 1984 | - Weltmeisterschaft 1985 - Weltmeisterschaft 1987 - Weltmeisterschaft 1989 - Canada Cup 1991 - Olympischen Winterspielen 1998 |

(Legende zur Spielerstatistik: Sp oder GP = absolvierte Spiele; T oder G = erzielte Tore; V oder A = erzielte Assists; Pkt oder Pts = erzielte Scorerpunkte; SM oder PIM = erhaltene Strafminuten; +/− = Plus/Minus-Bilanz; PP = erzielte Überzahltore; SH = erzielte Unterzahltore; GW = erzielte Siegtore; 1 Play-downs/Relegation; Kursiv: Statistik nicht vollständig)